# Simmons Lake
Der Simmons Lake ist ein 2,5 km langer See im ostantarktischen Viktorialand. Er liegt im östlichen Teil des Simmons-Beckens.
Das Advisory Committee on Antarctic Names benannte ihn 1992 gemeinsam mit dem Becken nach dem US-amerikanischen Biologen George M. Simmons Jr. von der Virginia Polytechnic Institute and State University, der ab 1977 über zehn Jahre Mannschaften des United States Antarctic Research Program bei Studien am Bonneysee, Fryxellsee, Hoaresee, Vandasee und weiteren Seen in den Antarktischen Trockentälern geleitet hatte.